# Рудна (Пільський повіт)
Рудна (пол. Rudna, нім. Deutsch Ruhden) — село в Польщі, у гміні Висока Пільського повіту Великопольського воєводства.
Населення — 354 особи (2011).
У 1975-1998 роках село належало до Пільського воєводства.

## Демографія
Демографічна структура станом на 31 березня 2011 року:
|          | Загалом | Допрацездатний вік | Працездатний вік | Постпрацездатний вік |
| -------- | ------- | ------------------ | ---------------- | -------------------- |
| Чоловіки | 196     | 53                 | 133              | 10                   |
| Жінки    | 158     | 39                 | 94               | 25                   |
| Разом    | 354     | 92                 | 227              | 35                   |